# احمر لکلالشه
احمر لڭلالشة (به فرانسوی: Ahmar Laglalcha) یک منطقهٔ مسکونی در مراکش است که در سوس ماسه درعه واقع شده‌است.

## خصوصیات
احمر لڭلالشة ۱۳٬۸۵۴ نفر جمعیت دارد.